# Tatort: Der Reiz des Bösen
Der Reiz des Bösen ist ein Fernsehfilm aus der Krimireihe Tatort. Der vom WDR produzierte Beitrag wurde am 19. September 2021 im SRF, im ORF und im Ersten ausgestrahlt. In dieser 1172. Tatort-Folge ermitteln die Kölner Kommissare Ballauf und Schenk in ihrem 82. Fall.

## Handlung
Der Gewaltverbrecher Tarek Elvan hat während seiner Haftzeit seine Brieffreundin Susanne geheiratet. Kurz nach seiner Entlassung wird sie ermordet aufgefunden. Auffällig dabei ist, dass die vielfachen und mit großer Wucht ausgeführten Messerstiche im Oberkörperbereich auf ein Delikt der Übertötung hinweisen und dass die Augen der Toten mit einem Gürtel bedeckt waren. Die Kommissare Schenk und Ballauf befragen Elvan und Susannes Tochter Mia. Mia kann in ein Heim für Jugendliche ziehen, damit sie nicht mit Elvan zusammen leben muss.
Kommissar Jütte fallen Parallelen zu einem fünf Jahre zurückliegenden Fall in Wuppertal auf, in dem eine Prostituierte auf ähnliche Weise ermordet und ebenfalls mit einem Ledergürtel auf den Augen aufgefunden wurde. Jütte, damals in Wuppertal tätig, hatte zuvor der Frau und ihrer kleinen Tochter geholfen. Ihr damaliger Freund wurde wegen des Mordes verurteilt und beging in der Haft Suizid. Jütte glaubt jedoch an die Unschuld des Verurteilten. Bei der Suche nach dem wahren Täter überarbeitete er sich und erlitt damals einen Herzinfarkt. Seitdem arbeitet er bewusst stressvermeidend im Innendienst.
Tarek Elvans Alibi weist Lücken auf. Als er zunächst seine Gefängnispsychologin und dann Mia im Jugendheim aufsucht, stellen ihn die Kommissare im Keller des Großmarkts. Elvan unterdrückt einen Anfall von Aggression und lässt sich dann widerstandslos festnehmen. In der Nacht kann die Gefängnispsychologin Bianca Ambach auf dem Heimweg einen Angriff abwehren. In der Nähe findet die Polizei ein Messer, das als Tatwaffe des Mordes an Susanne Elvan identifiziert wird.
Jütte findet einen dritten Fall nach demselben Muster. Die Tat wurde zwei Jahre zuvor im Bergischen Land begangen. Der Lebenspartner der Toten ist geständig und seit Jahren in Haft. Gegenüber Schenk und Ballauf sagt der Häftling, er habe die Tat nur auf Anraten seines Anwalts gestanden, damit er nicht wegen Mordes, sondern nur wegen Totschlags verurteilt würde. Er habe seine Partnerin nicht getötet.
Alle drei Mordopfer waren – ebenso wie die Gefängnispsychologin – mit ehemaligen Strafgefangenen liiert, alle waren Mütter. Durch einen Datenabgleich stößt Jütte auf den JVA-Beamten Leonard Schröter. Der war zum Zeitpunkt des ersten Mords in Wuppertal stationiert und wechselte danach in seine Heimatstadt Köln. Ein Besuch der Ermittler bei dessen Mutter offenbart, dass sie von ihrem Sohn vor 12 Jahren in den Rollstuhl geprügelt wurde. Seither hat sie keinen Kontakt mehr zu ihrem Sohn.
Unterdessen sucht Jütte Schröter allein in dessen Schrebergarten auf und konfrontiert ihn mit seinen Ermittlungsergebnissen. Es kommt zu einer Auseinandersetzung und Verfolgungsjagd, bei der Jütte einen Herzinfarkt erleidet. Als Schröter den hilflosen Jütte töten will, kommen Ballauf und Schenk in letzter Sekunde zu Hilfe und stellen den Täter.
Parallel zur Haupthandlung werden immer wieder Sequenzen eingespielt, in der der verurteilte Verbrecher Bastian „Basso“ Sommer nach seiner Entlassung aus dem Gefängnis den Sohn Lenny seiner neuen Freundin Ines seelisch quält und körperlich mit seinem Gürtel misshandelt. Die Mutter verschließt ihre Augen vor den Tatsachen und schenkt ihrem Sohn Lenny keinen Glauben, um ihre Beziehung zu Basso nicht zu gefährden. Erst als die Kommissare Schröters Mutter aufsuchen und sie auf Nachfrage nach Bassos Bild im Regal meint, er sei „die Liebe ihres Lebens“ gewesen, wird deutlich, dass es sich um die geschilderte Jugend von Leonard Schröter handelt. Der Gürtel um die Augen der ermordeten Frauen ist das von den Kommissaren zutreffend erkannte Zeichen, dass die Toten „nichts sehen wollten“, während ihre Kinder von ihren Liebhabern – zumindest nach Mutmaßung Schröters – misshandelt und gedemütigt wurden. Ines erzählt den Kommissaren, dass Basso vor zehn Jahren verstorben sei. Unklar bleibt hierbei, ob er eines natürlichen Todes gestorben oder von Schröter umgebracht worden ist.

## Hintergrund
Der Film wurde vom 2. September 2020 bis zum 1. Oktober 2020 in Köln und Umgebung gedreht. Als Drehort für das Parkhausdach, auf dem das Mordopfer aufgefunden wurde, diente das Parkhaus des Justizzentrums Kölns mit dem Uni-Center im Hintergrund.

## Rezeption

### Kritiken
„Das seit 20 Jahren erprobte Autorenduo Nolting/Scharf („Weinberg“, „Club der roten Bänder“: für beide Bücher gab’s den Grimme-Preis) hat für seinen zweiten WDR-Tatort nach „Weiter immer weiter“ (2019) einen originellen Erzählansatz gefunden. Egal, wann der Zuschauer auf den eingebauten Twist kommt, die Story bleibt glaubwürdig und das ist die Kunst.“

### Einschaltquote
Die Erstausstrahlung von Der Reiz des Bösen am 19. September 2021 wurde in Deutschland von 8,78 Millionen Zuschauern gesehen und erreichte einen Marktanteil von 27,6 % für Das Erste.

## Trivia
Im Film wird auf die Hybristophilie eingegangen, das Phänomen, dass sich manche Menschen zu Straftätern besonders hingezogen fühlen. In der direkt folgenden Tatort-Episode Borowski und der gute Mensch wird dies ebenfalls thematisiert.
Freddy Schenk präsentiert auch in dieser Folge wieder einen besonderen Dienstwagen und zwar in der Form eines Ferrari 365 GTS/4 von 1969–73, der auch unter dem Namen Ferrari Daytona bekannt ist. Bei dem hier gezeigten Exemplar mit dem Kennzeichen K-R 365H dürfte es sich jedoch nicht um einen echten Ferrari handeln, das deuten Details wie z. B. der Rahmen der Windschutzscheibe und die fehlenden Dreiecksfenster sowie der Motorklang an. Nachbauten dieses klassischen Ferraris waren vor allem in den 1980er Jahren populär und wurden u. a. auf Basis der Corvette hergestellt. Ob das Auto in der hier erzählten Geschichte einen Nachbau oder gar einen echten Ferrari darstellen soll, wird nicht thematisiert.
Arved Birnbaum spielt diesmal einen Strafgefangenen. In den Folgen Drei Affen, Die Frau im Zug, Schützlinge, Schlaf, Kindlein, schlaf und Pechmarie spielte er den Polizeihauptmeister Heinz Obst. Es war sein letzter Kölner Tatort. Er ist kurz danach verstorben.